# Prospero Caravita
Prospero Caravita (Eboli, ... – 1580) è stato un giurista italiano.

## Biografia
Nato a Eboli, in via Rua (oggi via Guglielmo Vacca) nei primi anni del secolo XVI, nulla si sa della sua fanciullezza e le prime notizie che lo riguardano risalgono al 1544 quando con il fratello Agostino si trasferì a Napoli per dedicarsi agli studi giuridici. L'impegno allo studio delle materie giuridiche fa sì che nel 1555 si laurei in utroque iure.
Non si sa in quale data abbia ricevuto la carica di uditore nell'Udienza di Salerno né quella nell'Udienza di Vignola e di Stigliano. Fu nominato poi avvocato fiscale, ossia pubblico ufficiale che nei giudizi rappresentava l'interesse della legge, incarico che esercitò in diverse province del regno. La sua carriera però non andò oltre tale incarico. I motivi per cui l'ascesa del giurista si interruppe all'avvocatura fiscale nelle udienze di Principato Citra e Basilicata, carica fin troppo modesta per le sue capacità, sono tuttora oscuri.
Secondo il Giannone, il Caravita esercitò la carica di avvocato fiscale anche a Salerno, e di qui si ritirò a Eboli verso il 1567. La data è controversa, poiché altri studiosi datano il suo rimpatrio verso il 1557. Il Giustiani annota come data della morte l'anno 1580, anche se ultimi studi in merito asseriscono che sia morto a Napoli nel 1570 e che il suo corpo sia stato traslato a Eboli nella tomba paterna dal fratello Agostino.

## Opere
- Commentarium super pragmaticam "Filiorum familias" et pragmaticam "De exsulibus" (1557)
- Commentaria super ritibus Magnae Curiae Vicariae Regni Neapolis (1560)
- Additiones corpi iuris canonici